# Jane Roberts
Jane Roberts (Saratoga Springs, 8 maggio 1929 – 5 settembre 1984) è stata una scrittrice, poetessa e medium statunitense, nota per aver "canalizzato" la presunta "entità" da lei chiamata Seth.
La pubblicazione dei testi di Seth, conosciuti globalmente come Seth Material (il materiale di Seth), la colloca tra le figure più note nel mondo dei presunti fenomeni paranormali. È infatti a partire dagli scritti di Jane Roberts, che al momento della loro pubblicazione riscossero un notevole successo e che negli anni successivi furono tradotti in varie lingue, che la peculiare forma di medianità nota come "canalizzazione" iniziò a diffondersi fino a diventare una delle pratiche centrali in ambito New Age.

## Biografia
Jane Roberts è nata nel 1929 a Saratoga Springs, New York, dove ha frequentato lo Skidmore College.
Autrice feconda di poesie, romanzi e saggi, ha raggiunto una vasta notorietà in seguito alla pubblicazione, a partire dal 1970, dei libri riguardanti le sue presunte comunicazioni in trance con l'entità Seth. 
Anche in seguito alla pubblicazione di volumi che lei asserisce essere stati interamente dettati da Seth, la Roberts non ha comunque smesso di mettere a frutto la propria creatività in una propria produzione letteraria composta da poesie e romanzi. 
La Roberts sostenne di aver canalizzato, oltre a Seth, anche altre personalità, come il pittore impressionista Paul Cézanne ed il filosofo William James, attraverso il procedimento della scrittura automatica attuato con una macchina da scrivere. È scomparsa nel 1984, a soli 55 anni.

### Opere letterarie
Oltre ai testi che lei sostiene le sarebbero stati dettati direttamente da Seth, che furono pubblicati in undici volumi, la Roberts fu anche un'autrice di romanzi di fantascienza, di poesie e di alcuni saggi sullo sviluppo delle facoltà ESP. 
I suoi saggi non canalizzati includono I poteri psichici secondo Seth (How to Develop Your ESP Power, conosciuto anche come The Coming of Seth), Dialoghi con Seth (The Seth Material), Adventures in Consciousness, Psychic Politics, and The God of Jane. 
I romanzi della Roberts comprendono invece, tra gli altri, la trilogia di Superanima Sette, ispirata ai presunti insegnamenti di Seth (Superanima Sette. La Scuola celeste , The Further Education of Oversoul Seven, Oversoul Seven and the Museum of Time, più tardi riuniti in un unico volume intitolato The Oversoul Seven Trilogy), Emir's Education in the Proper Use of Magical Powers, e The Rebellers.

### Il "Seth Material"
Alla fine del 1963 Jane Roberts e suo marito, Robert Butts, fecero alcuni esperimenti con una tavola Ouija, come parte di una ricerca della Roberts per un libro sulle percezioni extra-sensoriali. 
Secondo la Roberts e Butts, il 2 dicembre 1963 essi cominciarono a ricevere messaggi coerenti da una personalità maschile che si identificò con il nome di Seth. Poco dopo, la Roberts si accorse che cominciava a sentire i messaggi nella sua testa. Così iniziò a dettare i messaggi invece di usare la tavola Ouija, e il metodo della tavola fu abbandonato. 
Per 21 anni, fino alla morte della Roberts nel 1984 (con un anno di pausa dovuto alla sua ultima malattia), la Roberts ha tenuto sessioni regolari in cui andava in trance e diceva di parlare a nome di Seth. Il marito aveva la funzione di stenografo e trascriveva i messaggi che in seguito venivano ricopiati a macchina. Alcune sedute furono invece registrate su nastro. I messaggi canalizzati da Seth attraverso la Roberts, che consistono principalmente di monologhi su un'ampia varietà di argomenti spirituali, religiosi, filosofici, psicologici e politici, sono noti collettivamente come Seth Material.
Il materiale raccolto fino al 1969 fu pubblicato in forma sintetica l'anno successivo nel volume omonimo The Seth Material (trad. it: Dialoghi con Seth), il quale fu scritto dalla Roberts utilizzando il materiale proveniente dalle sedute di channelling. 
A partire dal 1972 la Roberts diede alle stampe anche libri che dichiarava essere stati dettati completamente da Seth, il primo e più noto dei quali è Seth Speaks (trad. it: Le comunicazioni di Seth). La Roberts non rivendicava la paternità di questi libri, se non per il suo ruolo di medium.
La serie dei "Libri di Seth" arrivò ad un totale di dieci volumi, anche se gli ultimi due appaiono essere incompleti a causa della malattia della Roberts. La lista dei titoli include, oltre a Le comunicazioni di Seth (1972), La vostra realtà quotidiana (1974), La realtà sconosciuta (1977-79) e La natura della psiche (1979). Robert Butts ha contribuito con note e commenti a tutti i libri di Seth.
Mentre diceva di parlare per conto di Seth il contegno della Roberts era diverso dal solito, come riferito da testimoni come lo stesso Butts, amici, conoscenti e gli studenti dei corsi: in particolare le comunicazioni di Seth iniziavano col gesto peculiare con cui la Roberts si strappava e gettava via gli occhiali. Durante le canalizzazioni di Seth la Roberts parlava con una voce roca e profonda, più simile a una voce maschile e un accento marcato che non era identificabile come il suo. Anche i gesti e i modi assunti dalla Roberts durante le sedute erano quelli tipici di una persona anziana di sesso maschile e Seth si riferiva a lei come se la Roberts fosse un uomo di nome Ruburt. A differenza del celebre veggente Edgar Cayce, la cui sintassi quando parlava in trance era antiquata e involuta, la sintassi della Roberts e le strutture delle frasi erano molto chiare e attuali.
Secondo la Roberts, Seth descriveva se stesso come una "essenza energetica di personalità non più incentrata nella realtà fisica", indipendente dal subcosciente della Roberts. Tuttavia la Roberts stessa esprimeva scetticismo per quanto riguardava le origini di Seth, chiedendosi se invece fosse stata una parte della propria personalità.
L'Università di Yale conserva un archivio completo che documenta il lavoro e la vita di Jane Roberts, e che comprende, oltre agli scritti pubblicati, gli scritti privati (come i diari, le carte personali e la corrispondenza) e le registrazioni audio su nastro di varie sedute di presunto channelling, tra cui quelle riguardanti Seth.

## Opere
(elenco parziale)
- Superanima Sette. Le porte della rinascita. (Edizioni Stazione Celeste, 2010)
- Superanima Sette. La scuola celeste. (Edizioni Stazione Celeste, 2008)
- La realtà magica (Edizioni Mediterranee, 1997)
- La realtà sconosciuta, 2 voll.  (Edizioni Mediterranee, 1997)
- I poteri psichici secondo Seth (Edizioni Mediterranee, 1996)
- La natura della psiche (Edizioni Mediterranee, 1994)
- La vostra realtà quotidiana (Edizioni Mediterranee, 1992)
- Le comunicazioni di Seth (Edizioni Mediterranee, 1987)
- Dialoghi con Seth (Edizioni Mediterranee, 1986)